# 蓮教寺 (名古屋市)
蓮教寺（れんきょうじ）は、愛知県名古屋市名東区高針四丁目にある真宗高田派の寺院である。山号は法雲山。本尊は阿弥陀如来。

## 歴史
寺伝によれば、長徳年間（995年 - 999年）に源頼光の発願により、源信を開山に招き、「高針山蓮蔵院（蓮華蔵教院とも）」という天台宗の寺院として創建されたという。多くの子院を有したというが、承久の乱の兵火によって全山焼亡。その後、寺号を「明眼寺」と改める。
永禄4年（1561年）に、時の住職だった蓮光（蓮香とも）によって改宗。これにより、寺では蓮光を中興開山・第2世住職としている。元和年間（1615年 - 1624年）、第5世住職・蓮勝の代に寺号を現在の「蓮教寺」に改称。同じ頃に山号も法雲山と改めたという。
蓮勝の弟には蔵鱗という者がおり、柴田勝家に従って各地を転戦した。織田信長から「大鐘」の姓を賜って、大鐘藤八と名乗ったという。勝家死後、蓮教寺に戻り、境内に白山権現を勧請した。
近世期に移転を繰り返しており、正徳6年（1716年）に現在地へ移った。現存する本堂や山門などは、移転後の江戸中期以降に建てられたものである。江戸後期には景勝地として、『尾張名所図会』に牧の大池（牧野池）と並べて描かれている。

## 境内

### 登録有形文化財
- 山門及び脇塀 - 文化9年（1812年）の建立。
- 本堂 - 宝暦8年（1758年）の建立。本尊の阿弥陀如来立像は、慈覚大師の作と伝えられる[3][7]。
- 書院 - 山門と同じく、文化9年（1812年）の建立。
- 庫裏 - 宝暦13年（1763年）の建立。
- 鐘楼 - 明治15年（1882年）の建立。
- 梵音寺 - 寛政10年（1798年）の建立。塔頭。

※ 以上6件の建造物は2017年（平成29年）5月2日に国の登録有形文化財に登録された。

### 茶室
- 茶室「竹柏亭」 - 2000年（平成12年）に新築。

### ギャラリー
- 山門
- 鐘楼
- 庫裡
- 塔頭の梵音寺